# Jean IV de Glymes
Jean IV de Glymes (1528-1567), 2e comte de Walhain (1562), chevalier de la Toison d'or, fut le deuxième et dernier marquis de Berg-op-Zoom.
Il fut favorable au renvoi d'Antoine de Granvelle par Philippe II. Il était présent lors de l'élaboration du Compromis de Bréda. Bien que favorable au Compromis des Nobles, il ne le signa pas. Il était opposé aux peines de mort pour les délits en matière de religion. Cette position lui sera reprochée à la suite de la Journée des Mal Brulés (27 avril 1562) à Valenciennes.

Envoyé en Espagne par Marguerite de Parme avec Florent de Montmorency, baron de Montigny, frère cadet du comte de Hornes, pour présenter au roi les revendications de la noblesse. Quand la nouvelle du début de la Furie iconoclaste arrive à Madrid, ils sont arrêtés. Sa santé étant mauvaise, Glymes sera libéré, mais mourra en Espagne des suites d'une blessure à la jambe subie peu avant son départ pour l'Espagne. Philippe de Montmorency qui est resté emprisonné est étranglé sur ordre de Philippe II.
Jean IV de Berghes avait épousé Marguerite de Lannoy. Il est mort sans descendance. Le titre de marquis de Berghes fut supprimé à sa mort.

## Famille et jeunesse
Jean IV de Glymes, 2ème marquis de Berghes, naît en1528. Il est le fils de Antoine de Berghes (1500-1541), chambellan de Charles Quint, et de Jacqueline de Croÿ. A l’occasion du décès de son grand-père Jean III de Berghes et en reconnaissance de services rendus tant par ce dernier que par Antoine de Berghes, l’empereur Charles Quint érigea Walhain en comté en avril 1533 et Berg-op-Zoom en marquisat en mai 1533.
En 1541, au décès d’Antoine de Berghes, sa veuve demande pour son fils, Jean IV, le gouvernement de Namur et du Luxembourg dont son père, Antoine et son grand-père Jean III avaient été titulaires. Mais les guerres continuelles aux frontières avec la France rendaient ces charges trop lourdes pour un gentilhomme très jeune (13 ans) et très peu expérimenté.
A 21 ans, le 23 mai 1549, Jean IV participe comme membre de la noblesse à l’assemblée des Etats de Brabant convoquée par Charles Quint. Cette assemblée prépare la Pragmatique Sanction qui unifie le régime successoral des dix-sept provinces des Pays-Bas afin de les maintenir en un bloc indivisible et prépare l’abdication de l’empereur. Il représente l’ordre des nobles aux Etats Généraux du 25 octobre 1555 lors de cette abdication .

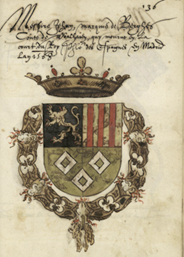
Armorial de la Toison d'or, Bibliothèque municipale de Dijon -Ms3106. Armes de Jean IV de Berghes

Le 24 août 1549, il participe au tournois et aux fastes organisés à Binche par Marie de Hongrie en présence de Charles Quint à l’occasion de la joyeuse entrée du futur Philippe II (Triomphe de Binche).Il reçoit probablement la même année le titre de gentilhomme de la chambre du roi. Il deviendra gouveneur de Binche par patente du 15 juin 1561 et le restera jusqu'à son décès.
Il épouse, le 9 juillet 1550, Marie de Lannoy, fille de Jean de Lannoy (1511-1560), seigneur de Molembaix, et de Jeanne de Ligne (1547-1580). Sans enfants, il lèguera le marquisat de Berghes à sa nièce, Marguerite de Merode (1560-1588). Elle en fera relief le 22 févier 1578.
Selon l’historien Strada (1572-1679), Jean de Berghes jouit d'une grande faveur auprès de l'empereur Charles-Quint et il a aussi, dans un premier temps, la sympathie de son fils, le futur Philippe II. Le 12 juillet 1554, à l’âge de 26 ans, il s’embarque à La Corogne en Galice avec les grands d’Espagne et de Flandre dans la suite de Philippe. Il débarque à Southampton en Angleterre et assiste le 25 juillet en la cathédrale de Winchester au mariage de ce prince avec la reine Marie 1er d’Angleterre. A son retour, il est honoré de la charge de grand veneur de Brabant et de Flandre. Le 22 janvier 1555, il est intronisé à Anvers membre de l’Ordre de la Toison d’Or à l’occasion de son 22ème chapitre.
Par patente du 12 novembre 1556, il est nommé membre du Conseil d’Etat, présidé alors par le nouveau gouverneur des Pays-Bas, Emmanuel Philibert de Savoie (1528-1580).
Le 10 août 1557, il combat vaillamment à la bataille de S' Quentin et le 13 juillet 1558, à la bataille de Gravelines dont la défaite française ouvre la voie au traité de Cateau-Cambrésis.
Le 29 décembre 1558, il assiste à Bruxelles, en l’église Sainte Gudule, aux pompes funèbres de Charles Quint avec l’Ordre de la Toison d’Or.

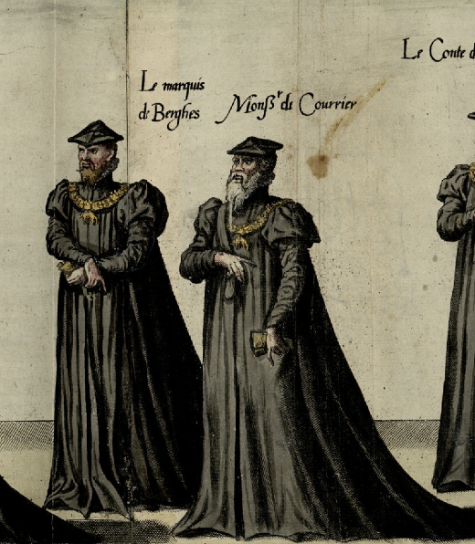
Collections numérisées de la bibliothèque de l'INHA : « La magnifique et sumtueuse pompe funèbre faite en la ville de Bruxelles, le XXIX. jour du mois de décembre, MDLVIII. aux obsèques de l'empereur Charles V. »

En 1559, avant de quitter définitivement les Pays-Bas, Philippe Il confie à sa demi-sœur la duchesse de Parme, la gouvernance des Pays-Bas. Il lui adjoint comme ministre Granvelle, une forte personnalité qui en impose aux grands féodaux. Dès sa nomination, ceux-ci lui imputent tous les maux qui frappent les Pays-Bas. Le marquis est le plus actif dans cette opposition au point que Granvelle écrira au roi le 6 octobre 1562 que le marquis est le « coq des opposants ».   

## L’affaire des nouveaux évêchés.
Le 12 mai 1559, Philippe II obtient du pape Paul IV, adepte de l’inquisition, l'autorisation de créer quatorze nouveaux évêchés dans les Pays-Bas. Cette innovation est faite notamment pour des raisons religieuses : améliorer l'encadrement ecclésiastique de la population à un moment où le protestantisme se répand aux Pays-Bas, mais fait craindre l’introduction de l’inquisition. La nouvelle organisation se fait en violation des coutumes du pays, elle met les abbayes sous la tutelle des évêques et a pour conséquences de diminuer leur autonomie. Désormais la nomination des abbés et des évêques est subordonnée à l’obtention d’un diplôme de docteur en théologie ou d’une licence en droit canon. Cette décision se fait au préjudice des moines qui ont d’ordinaire voix à l’élection de leur abbé et des aristocrates qui craignent de ne plus pouvoir nommer aux postes importants du clergé leurs cadets de familles, rarement diplômés.
Cette mesure, soutenue par le cardinal de Granvelle, archevêque de Malines, suscite de vives oppositions, particulièrement dans le Brabant. Les Etats de Brabant sont mécontents de n’avoir pas été consultés. De grands seigneurs dont le marquis de Berghes, le prince d’Orange et des religieux de l’abbaye de Tongerloo sont vivement opposés à ces innovations. Etonné de cette opposition, Philippe II fait part à Granvelle de l’hypocrisie du marquis qui avait été informé, sous le sceau du secret, de ce projet bien avant Granvelle lui-même, lorsqu’il accompagna le roi en Angleterre à l’occasion de son mariage. Du fait de sa pourpre cardinaliste et de son office d’archevêque de Malines, Granvelle a acquis une préséance au sein du Conseil d’Etat. Il peut, de plus, traiter des affaires des évêchés sans consulter. Les grands féodaux voient leurs prérogatives nobiliaires et leur pouvoir affaiblis. Ils se dressent contre le cardinal. Le marquis de Berghes, le prince d’Orange et quelques autres mandatent l’illustre jurisconsulte français, Charles Du Moulin (1500-1566), auprès du pape Paul IV. Il est chargé de lui faire part de leur mécontentement et démontrer l’illégalité de ce projet. La duchesse de Parme, gouvernante des Pays-Bas, avertie de la manœuvre, en avise aussitôt son ambassadeur au Vatican. La démarche de Du Moulin auprès du pape arrive trop tard. Ce stratagème indispose Philippe II qui demande à la duchesse de lui fournir les noms des auteurs afin de les châtier lorsque l’occasion se présenterait.

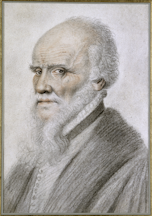
Charles Dumoulin (1500-1566), jurisconsulte

Selon Strada, Du Moulin, aux idées quelque peu hérétiques, aurait été le précepteur du marquis qui aurait été en conséquence le principal artisan de ce stratagème. Plus sûrement, Jean IV de Berghes partageait avec sa femme Marie de Lannoy (1534-1580) et Robert de Berghes (1520-1565), son frère, prince évêque de Liège, de la sympathie pour les jésuites. Marie de Lannoy a entretenu une correspondance régulière avec Ignace de Loyola (1491-1556). Tous les trois s’inscrivant dans l’esprit de la contre-réforme, œuvrèrent pour l’installation d’un collège de jésuites à Liège. En 1560, le marquis força les Etats de Brabant d’accorder à cet ordre l’autorisation d’ouvrir une maison à Louvain. La Compagnie de Jésus rencontrait alors quelques difficultés pour s’installer aux Pays-Bas. L’attachement du marquis à la foi catholique ne l’empêchera pas de soutenir tout au long de sa carrière que « le chastoy des hérétiques ne servoit à rien pour soutenir la religion »  et il ajoutait « A celui qui se convertit, il ne faut imposer aucune peine ; l’obstiné, moi je ne le tuerais pas, car il peut se convertir ».
Le mémorialiste et avocat d’Arras, Ponthus Payen (~ 1540-1609), rapporte que le marquis et  Florent de Montmorency, baron de Montigny, secondaient le prince d’Orange et estime que Berghes lui était semblable « de bien près en prudence et subtilles inventions et le surpassoient en hardiesse et en magnanimité ». Dans les papiers de Granvelle, son adversaire le plus résolu, on découvre que celui-ci reconnait que le marquis «est fort loué pour la gravité de ses mœurs, la prudence au conseil, l’affection en la religion catholique et en la patrie et en la liberté d’icelle ». Un extrait moins bienveillant d’un manuscrit attribué au cardinal, rapporte que le marquis usait vis-vis de la duchesse de Parme « de remarcable ingratitude, ayant esté nourry de la dicte Dame comme elle eust peu faire de son propre fils ».

## Gouverneur, bailli du Hainaut et gouverneur de Valenciennes.
Par patente du 12 mai 1560, le marquis succède à son beau-père, Jean de Lannoy, comme gouverneur, capitaine général et grand bailli de Hainaut. Il fut nommé par la même occasion gouverneur de la citadelle de Cambrai et gouverneur de Valenciennes. Le gouverneur de Hainaut devenait légalement gouverneur de Valenciennes. Il avait à ce titre notamment le droit d’assurer la police de la ville avec l’assistance d’un prévôt, le prévôt-le-comte, et de renouveler la composition du Magistrat. Il hérite également à l’occasion de ce décès du commandement de la bande d’ordonnance de son beau-père. Elle servira notamment à réprimer les troubles à Valenciennes.
A Valenciennes, à la suite de « chanteries » de psaumes de David traduits en français par Clément Marot dans la nuit du 27 et 28 septembre 1561, Marguerite de Parme envoie le marquis pour s’assurer de la fidélité des édiles de la ville au catholicisme et au roi Philippe II d’Espagne. Le 13 octobre, le marquis de Berghes écrivait à la gouvernante « ceux de la loy (du Magistrat) ne sont pas nets, ils ont de leurs parents infectés ».. Il profite de son passage pour remanier quelque peu le Magistrat. Mais l’hérésie s’y est déjà largement répandue. Sur les instances de la gouvernante, le soir du 16 janvier 1562, Guy Maillart et Simon Faveau, deux calvinistes sont arrêtés. Craignant de vives réactions populaires, le Magistrat hésite à donner suite à ces arrestations. La gouvernante, quant à elle, se montre intransigeante et exige la présence du marquis à leur exécution. Il répugne à combattre la Réforme et répond à la gouvernante « qu’il n’était de son humeur ni de sa charge, d'être le bourreau des hérétiques ». Le 27 avril 1562, lors de leur exécution en l’absence du gouverneur de Hainaut qui s’est rendu à Liège assister son frère le prince évêque, Robert de Berghes, malade, les deux condamnés sont soustraits à leur supplice par la foule. C’est la journée des mal brûlés. L’absence du marquis à l’exécution irrite la duchesse qui ne manque pas de faire part au roi de son comportement et de son insolence. Elle prie le roi de faire injonction au marquis de résider en « son gouvernement ». Ces événements entament significativement le crédit du marquis auprès de la duchesse et du roi. Le roi et Granvelle estiment qu’il fait preuve de mollesse. Le 16 septembre 1562, le marquis, sur ordre de la duchesse, met en place une commission d’inquisition à Valenciennes. Son action se fait au détriment des prérogatives du Magistrat. Jacques Bérot et Jean Hayne sont désignés à cet effet comme adjoints au prévôt-le-comte. Ils sont appelés à faire respecter les placards en matière de religion. Les candidats désignés sont forts réticents. « Ce à quoy enfin se sont accomodez après néantmoins beaucop d'excuses" déclare le marquis de Berghes dans une lettre à l'attention de Marguerite de Parme. Manifestement bien connu de la duchesse car désigné par elle, Jacques Berot a un profil supposé adéquat. Juriste, il est bon catholique. Il est le conseiller du cardinal de Granvelle. Il fut l’avocat de George d’Egmont, abbé de Saint-Amand et le conseiller de multiples institutions religieuses. Il avait été échevin de Valenciennes de juin 1561 à juin 1562. Il exercera la fonction d’inquisiteur très brièvement. De sa réticence à exercer la fonction, l’on peut présumer qu’il partageait la tempérance et la largeur d’esprit du marquis. En revanche, son beau-fils, Wolfgang de Faloize qui avait épousé en 1550 Agnès Berot, sa fille, sera membre actif du consistoire de Valenciennes. Ce dernier, banni, s’exilera avec son épouse, à Londres aux environs de 1567. Jacques Berot ne se départira pas de sa foi catholique. On le retrouve bailli de Vicoigne en 1577. Berot donne sa démission comme inquisiteur lors du décès de son collègue, Jean Hayne. Ce dernier était la cheville ouvrière de l’institution. Ce décès survient avant la fin de l’année de leur nomination. Après son décès, le conseil inquisitorial déserté par Berot n’est plus que l’ombre de lui-même. La duchesse en prend conscience, le suspend et demande au marquis de rétablir le Magistrat dans ses droits. Ce qu’il fait le 3 septembre 1563.
La suppression du conseil inquisitorial fait suite à la mise en place d’une procédure, suggérée par Granvelle et approuvée par le roi. Elle est censée « purger » Valenciennes des hérétiques. Durant les mois d’août et de septembre1563, le marquis organise une prestation de serment de chaque citoyen. Tous doivent faire profession de foi et garantir leur soutien à la religion catholique. Ceux qui refusent sont bannis ainsi que leur famille et subissent la confiscation de leurs biens. Rares sont ceux qui refusent à prester ce serment. Selon les termes de la duchesse dans une lettre adressée au roi, « quasi tous y ont faict le serment, et bons et mauvais et que toutefois l’église n’y est non plus fréquentée que devant ».  Sentant que son crédit auprès de la duchesse et du roi est ébranlé, Berghes met un zèle particulier à appliquer ces instructions à la grande satisfaction de ces derniers.

## Demande de réunion des Etats Généraux.
En juin 1562, les chevaliers de l’ordre de la Toison d’Or se réunissent dans la maison du prince d’Orange. Le marquis y est le plus actif à souhaiter la réunion des Etats Généraux des dix-sept provinces en application du « Grand Privilège » extorqué par les Etats en 1477 à Marie de Bourgogne. L’objectif avoué de cette convocation est de juguler les troubles et de résoudre les problèmes financiers mais aussi officieusement de contrer l’influence de Granvelle. Le prince d’Orange fait miroiter à la duchesse l’octroi de subsides et, connaissant sa sympathie pour le marquis, propose, pour la convaincre, de choisir le marquis pour présider cette assemblée. N’ignorant pas l’hostilité de Granvelle vis-à-vis du marquis, il spécule sur l’éventuel refus du cardinal d’y assister. Espérant exercer un certain ascendant sur le marquis, le prince d’Orange compte acquérir les pleins pouvoirs pour conduire sa politique. Le 3 juin 1559, la veille de son départ définitif des Pays-Bas, Philippe II avait réuni les Etats Généraux à Bruxelles puis à Gand le 7 août 1559. A cette occasion le roi mesura son impopularité. Il éprouvait désormais une profonde hostilité pour cette institution. Le 23 juillet 1563, Granvelle écrira à Gonçalo Perez, secrétaire d'État espagnol pour les affaires extérieures, qu’en voulant convoquer les Etats Généraux, les seigneurs tentent de « réduire ce pays en une forme de république, où le roi ne pût que ce qu’il leur plairait ». Bien conscients que cette assemblée porterait préjudice au pouvoir royal, le roi, la duchesse et Granvelle s’opposent vigoureusement à sa convocation.

## Eviction du cardinal de Granvelle.
Le 26 juillet 1563, le prince d'Orange, les comtes d'Egmont et de Hornes, le marquis de Berghes et quelques autres seigneurs se rendent chez la duchesse. Prenant la parole en son nom et au nom de ses collègues, le prince d’Orange expose que le service qu’ils rendent au roi est compromis, le pays lésé et mécontent, sans qu'ils pussent remédier au mal, puisque leurs avis étaient dédaignés et que nombre d'affaires qu'on devrait leur communiquer leur étaient cachées par le fait du cardinal. En conséquence, ils ont tous décidé de ne plus assister au conseil et réclament la convocation des Etats Généraux. La duchesse leur fait savoir qu’elle souhaite les garder. Ils acceptent finalement de l’assister, mais en dehors du Conseil et de la présence de Granvelle.
Très remonté, Granvelle écrit au roi, le 23 septembre 1563, que « celui de tous les seigneurs qui fait le plus de mal et avec le plus d’effronterie…, c’est le marquis de Berghes ». Il lui apprend une querelle entre le marquis et le duc d’Arschot. Ce dernier lui rappela ses obligations féodales d’obéissance à la volonté royale. En reprenant les termes de son arrière-grand-père, Jean II de Berghes s’adressant au duc de Bourgogne Philippe le Beau, le marquis répondit : « Si vous voulez bien vous perdre, moi non » ajoutant que si S.M. « consentait à perdre ses états en s’obstinant à suivre la marche qu’elle avait adoptée, il ne consentait pas lui à faire le sacrifice du peu qu’il y possédait » .
Les seigneurs projettent d’envoyer au roi une lettre invitant celui-ci au renvoi du cardinal. Son départ assurent-ils, mettra fin au désordre. Cette lettre est signée le 11 mars 1563 par le prince d’Orange et les comtes d’Egmont et de Hornes. Le marquis refuse de la signer, même s’il a largement intrigué en ce sens. Il jure néanmoins les soutenir. De son côté, la duchesse envoie un courrier au roi l’informant du refus des seigneurs de siéger au conseil. Elle laisse le roi décider du sort du cardinal, faisant valoir d’une part son expérience et son dévouement et d’autre part l’hostilité qu’il suscite dans l’ensemble du pays.
Le roi, hésitant, met plus de six mois pour répondre. Finalement les seigneurs obtiennent gain de cause. Le cardinal quitte définitivement les Pays-Bas le 13 mars 1564 pour le palais familial de Besançon.
Le 18 mars, le marquis, le prince d’Orange, le compte d’Egmont, le baron de Montigny et les autres seigneurs, se voyant désormais tout puissants, réintègrent le Conseil.

## L’inquisition aux Pays-Bas.
Contrainte par Philippe II, et non sans réticence, la gouvernante des Pays-Bas publie, le 18 décembre 1565, les édits s'inspirant des décisions du concile de Trente, pour la défense de la foi catholique. De plus, elle enjoint notamment les gouverneurs et conseil de justice à apporter assistance aux inquisiteurs. Cette injonction sème l’émoi. Le 8 janvier 1566, le marquis de Berghes remet sa démission de gouverneur du Hainaut, estimant que la rigueur vis-à-vis des hérétiques ne fera qu’attiser les troubles au lieu de les apaiser. Il craint que les commerçants cherchant à pratiquer librement leur religion, ne s'installent à l'étranger ce qui ruinerait les Pays-Bas. Bien conscient de la portée éventuelle de son geste aux yeux du roi, il proteste de son attachement à la religion catholique et au roi. Il rappelle les services qu’il a rendus à sa majesté. Le 21 janvier suivant la gouvernante refuse sa démission.
Au mécontentement suscité par les mesures prise par le roi, s’ajoutent de très mauvaises récoltes durant l’année 1565, aidées par le comportement des troupes mal payées poussant les campagnes à chercher refuge en ville. Le prix du pain, nourriture de base de la population, s’envole. La fuite des artisans et commerçants convertis au protestantisme dans les pays voisins jette toute une main-d’œuvre dans la misère. Le marquis de Berghes, sensible à ses administrés et craignant l’instabilité, s’adresse à la régente pour lutter contre la spéculation. Fin octobre, ses officiers visitent les greniers. Le marquis interdit dans le Hainaut à tous « prélats, gens d’Église, seigneurs et autres sujets du pays, de vendre ailleurs qu’aux halles et marchés publics » et tente d’organiser l’approvisionnement notamment en faisant acheter du grain à l’étranger et « d’envoyer à Amsterdam quelques ung ou deux bourgesois ou marchands pour achepter en bonne quantité de blé pour la provision d’Avesnes » où la situation est dramatique.

## Le Compromis des nobles.
Le mécontentement se répand à tous les niveaux de pouvoirs. A Breda, Philippe de Marnix, selon Strada, craignant l’arbitraire des inquisiteurs tant à l’égard des hérétiques que des catholiques modérés, rédige un acte autour duquel se fédèrent des nobles, des officiers, de riches négociants et même quelques ecclésiastiques pour s’opposer à la volonté du roi. C’est le Compromis des Nobles. Des copies sont envoyées dans les provinces pour obtenir des signatures. Au moins 500 signatures sont récoltées et sans doute bien plus. Le marquis ne le signe pas et ajoute qu’il ne le signera jamais. Mais pour donner du poids à leur accord, les fédérés soutiennent cependant que le prince d’Orange, le comte d’Egmont, le marquis de Berghes et plusieurs hauts personnages en étaient les auteurs secrets.
Dépités, les fédérés constatent que leurs partisans au sein du Conseil d’Etat font preuve de pusillanimité. Le prince d’Orange réunit à nouveau les confédérés à Breda le 10 mars 1566 puis à Hoogstraten où la présence du marquis de Berghes et du comte d'Egmont absent à la première réunion avait été requise.
Les gentilshommes confédérés décident alors de se rendre en masse le 3 avril 1566 à Bruxelles, accompagnés de bandes d’ordonnance pour faire démonstration de leur force et remettre leur requête à la gouvernante.
Après bien des hésitations, les membres confédérés du Conseil d’Etat présents décident d’introduire une requête auprès de la gouvernante au sujet de l’inquisition et des édits sans attendre la délégation des confédérés.

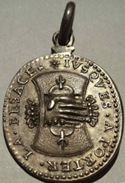
Médaille portée par les Geux

Inquiète de la situation, Marguerite de Parme réunit plusieurs Conseils durant le mois de mars.
Le 27 de ce mois, le Conseil se montre divisé entre, d’une part, les opposants à la politique du roi, dont le prince d’Orange, le comte d’Egmont, le marquis de Berghes, le comte de Hornes, le baron de Montigny et, d’autre part, les fidèles à la politique de la couronne dont le comte de Meghem, le comte d’Arenberg, le comte de Ligne et le baron de Berlaimont. Mais, après de nombreuses délibérations, le Conseil convient de la nécessité de modérer les édits et d’autoriser les confédérés en petit nombre à présenter leurs requêtes à la gouvernante. Avisés tardivement, c’est en masse qu’ils se présentent à Bruxelles le 3 avril 1566. Marguerite de Parme accueille leurs demandes. La duchesse impressionnée par cette assemblée, Charles de Berlaimont, pour la rassurer, aurait dit méprisant que « ce ne sont que des gueux ». Dans sa réponse aux requêtes, la gouvernante atténue les mesures et invite à l’apaisement.

## Ambassade auprès de Phillippe II.
Le 10 avril suivant, le Conseil d’Etat décide d’envoyer en Espagne Florent de Montmorency, baron de Montigny, et le marquis de Berghes avec pour mission de présenter au roi « les termes esquelz se trouvent les affaires de ce pays et le danger de plusieurs inconvénients imminens si S.M. n’y pourveoit promptement ». Ces mandataires sont, selon le point de vue de Pontus Payen, « à la vérité seigneurs très saiges et très accort et (comme aulcuns le disoient) les plus fins et clairvoyans du Pays-Bas après le prince d’Orange ». C’est avec beaucoup d’hésitation et de réticence que le marquis accepte de partir. Il craint l’inutilité de ce voyage et l’hostilité du roi. La duchesse s’empresse d’avertir le roi de leur arrivée en Espagne. Elle assure le roi que Berghes et Montigny sont selon ses propos des « personnages si prudes, discrets et tant imbus de tout ce qui convient à V.M. oultre l’affection que j’ay toujours trouvé en eux ».
Deux jours avant de prendre la route, le marquis jouant au jeu de mail, reçoit un coup de maillet au tibia. Blessé à la jambe, il est obligé de s’aliter et de retarder son voyage. La gouvernante contraint le baron de Montigny à partir seul pour l’Espagne. Il rencontre le roi qui l’accueille avec une apparente bienveillance et diffère l’entretien jusqu’à l’arrivée du marquis. Sans attendre sa guérison entière, la gouvernante contraint ce dernier à partir le 1 juillet 1566.

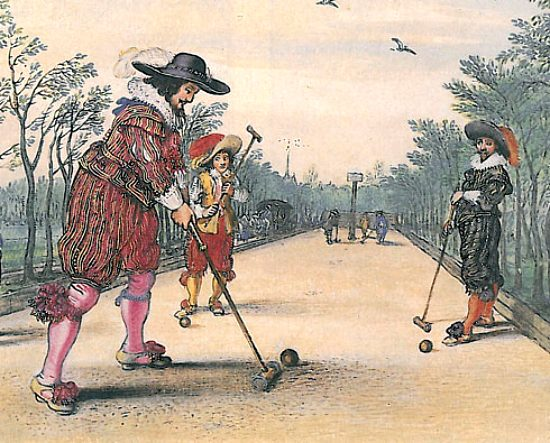
Le jeu de mail. Gravure (colorisée) de A. Moetjens (1696)

Elle expédie simultanément une lettre au roi l’invitant à croire le marquis « en tout ce de ma part il déclarera à V.M. comme de ma personne propre » et elle rappelle à Philippe II que « ledict marquis [est] un personnaige tel que V.M. le sçait et si affectionné à son service ». Appréhendant néanmoins quelques problèmes, elle insiste pour qu’il montre « audict marquis tel visage qu’il puisse connoistre son arrivée agréable ».
Le marquis prend la route en chariot, mais sa blessure l’oblige de s’arrêter dans le Poitou. Déjà bien décidé à le neutraliser, le roi lui écrit avec bienveillance qu’il a hâte de le recevoir. Le 31 décembre, le marquis écrit de Madrid à la Duchesse que Montigny et lui ont rencontré le roi l’invitant à la modération plutôt qu’aux recours aux armes. Le roi, toujours déterminé à en finir avec les deux émissaires, répond qu’il aviserait. Le roi tarde. Entretemps, il est informé de la révolte des iconoclastes fin août 1566 survenue dans plusieurs villes des Pays-Bas, notamment à Valenciennes, le 24 août 1566, ville sous la gouvernance du marquis. De précieuses reliques sont brulées. Ces révoltes mettent fin à tous espoirs de clémence de la part d’un roi qui s’entoure dévotement d’une collection de plus de 7 500 reliques en son palais de l'Escurial. Berghes et Montigny tentent en vain d’obtenir leur congé du roi. Mais le frère espagnol de l’ordre des Augustins, Lorenzo de Villavicencio, théologien, séjournant au Pays-Bas et correspondant de Philippe II, les avait accablés tous deux de propos fatals ajoutant au fanatisme religieux du roi. Ce frère avait écrit au roi dès le 1er octobre 1566, qu’ils étaient « les gentilhommes les plus méchants, les plus ingrats et les plus faux qu’il y eut au monde » et qu’ils parlaient « outrageusement » du roi
Selon le même, le marquis aurait eu l’audace de demander au doyen de sainte Gudule, « en quel endroit de l’évangile trouvez-vous que les hérétiques doivent être brulés ou souffrir la peine capitale ? ». Tandis qu’Alonso del Canto, chargé par Philippe II de traquer les hérétiques expatriés, informé de la décision du marquis et du comte de Montigny de se rendre en Espagne, écrivait le 22 avril « Plût à Dieu qu’ils eussent fait plus tôt, car ils ont été les instigateurs de tout ce qui est arrivé ».

## Décès et condamnation posthume.
Le marquis meurt de sa blessure, en Espagne, le 21 mai 1567. Aux Pays-Bas circulent des rumeurs d’empoissonnement.
La mort du marquis paraît profondément affecter la duchesse de Parme. Ne doutant pas de la fidélité du marquis à la cause royale, elle écrit le 17 juin au baron de Montigny, que S.M. y a perdu « ung bon vassal et principal serviteur et le pays un bon seigneur : qui ne sont petites pertes en ung temps turbulent comme il est à présent ».
Sur proposition de ses conseillers, le roi lui réserve des funérailles en rapport à son rang pour montrer qu’il fait « grand cas » des seigneurs des Pays-Bas.
Néanmoins, dès son décès, ses conseillers suggèrent au roi de saisir la ville de Berg-op-Zoom, jusqu’à ce que l’on démontre l’implication éventuelle du marquis dans les troubles survenus aux Pays-Bas. Ultérieurement, le duc d’Albe, devenu gouverneur des Pays-Bas exécutera cette saisie sous prétexte de sa complicité dans le projet des seigneurs de « déjecter le propre roi et prince de ces Pays-Bas » pour « s’en saisir, et après les départir entre eux ».
Le but principal de cette condamnation sera avant tout financière : la confiscation de ses biens au profit des caisses de l’État. Maximilien Morillion, juriste et évêque de Tournai, ami de Granvelle et hostile au marquis, heurté par cette décision, jugera cette confiscation illégale, rappelant que « Per mortem extinctum est delictum » .
Certains contemporains ou historiens modernes affirment que le marquis était protestant ou favorable à la réforme, mais aucun acte d’hérésie ne sera reproché au marquis lors de son procès posthume. Son épitaphe visible avant la destruction en 1748 de la Grande Eglise de Berg-op-Zoom ne manque pas de souligner qu’il est mort « fort catholiquement ».
Il sera condamné le 4 mars 1570, trois ans après son décès, par le Conseil des Troubles pour crime de « lèse-majesté ».
Ce décès fait échapper Jean de Glymes, marquis de Berghes au sort que le roi réservera au baron de Montigny. Philippe II fit secrètement assassiner ce dernier en 1570, tout en faisant croire qu'il était décédé de mort naturelle.